# Andreas Dullo
Andreas Franz Wilhelm Dullo (* 9. November 1862 in Königsberg; † 5. Juli 1945 in Berlin) war ein deutscher Politiker. Er war von 1907 bis 1919 Oberbürgermeister von Offenbach am Main.

## Leben und Wirken
Andreas Dullo entstammt einer baltendeutsche Familie, die zahlreiche Verwaltungsbeamte hervorgebracht hatte. Er studierte zunächst Kunstgeschichte, dann Rechts-, Staats- und Geschichtswissenschaft und wollte eigentlich Maler werden. 1888 wurde er mit einer wirtschaftshistorischen Dissertation unter dem Titel Ueber den Seehandel der deutschen Ostseeplätze an der Universität Königsberg nach dem juristischen Staatsexamen zum Dr. phil. promoviert. Später wurde er Statistiker und schließlich Direktor des von ihm begründeten statistischen Amts der Stadt Königsberg. Danach wurde er zum Stadtrat Königsbergs gewählt, indes von der preußischen Regierung wegen seiner politischen Haltung nicht bestätigt. Zu jener Zeit war er Mitglied der freisinnigen Bewegung. Ab 1898 gehörte er zudem zu den Mitherausgebern des Statistischen Jahrbuchs Deutscher Städte.
Am 7. März 1907 wurde er zum Oberbürgermeister von Offenbach am Main gewählt und wurde am 16. Mai 1907 in sein Amt eingeführt. Seine Amtszeit begann mit einem weit über die Grenzen Offenbachs hinaus beachteten Rechtsstreit. Dullo hatte ohne Konsultation der Stadtkasse, jedoch mit Zustimmung des Ausleiheausschusses dem Eberbach-Konzern ein Darlehn in Höhe von 500.000 Mark gegen Verpfändung von Kaiserhof-Aktien im Wert von 540.000 Mark gewährt. Nachdem der Darlehensnehmer den Kredit nicht zurückzahlen konnte und die als Sicherheit dienenden Aktien rapide an Wert verloren hatten, verklagte die Stadt ihren Oberbürgermeister auf Ersatz des durch das Geschäft entstandenen Schadens. Zu seinen Verdiensten gehörte der Anschluss von 30 Dörfern im Kreis Offenbach an das Offenbacher Elektrizitätswerk, wodurch verhindert wurde, dass große benachbarte E-Werke ihre konkurrierende Tätigkeit bis vor die Tore der Stadt ausweiteten. Zudem gewann er Hugo Eberhardt als Direktor der Technischen Lehranstalten, der heutigen Hochschule für Gestaltung. In seine Amtszeit fiel zudem die Eingemeindung von Bürgel. Er selbst rechnete sich die Gründung des Heimatmuseums, dem heutigen Haus der Stadtgeschichte als größten Verdienst an.
Nach dem Ausscheiden aus dem Amt 1919 ging Dullo nach Berlin, wo er bis 1927 als Referent im Reichsinnenministerium tätig war. Danach arbeitete er bis 1939 im Verband der Verkehrs-Reklame. Anschließend widmete er sich dem Studium der Geschichte und Kunstgeschichte. Dullo starb in Berlin und ruht auf dem Friedenauer Friedhof.

## Familie
Dullo war mit Alice Dullo – geborene Japha – verheiratet. Sein Sohn war der Musiker und Jurist Walter Dullo, Mitbegründer der größten Kammermusikorganisation der Welt, Musica Viva Australia.